# Брудзень-Дужи
Брудзень-Дужи (пол. Brudzeń Duży) — село в Польщі, у гміні Брудзень-Дужий Плоцького повіту Мазовецького воєводства.
Населення — 1053 особи (2011).
У 1975-1998 роках село належало до Плоцького воєводства.

## Демографія
Демографічна структура станом на 31 березня 2011 року:
|          | Загалом | Допрацездатний вік | Працездатний вік | Постпрацездатний вік |
| -------- | ------- | ------------------ | ---------------- | -------------------- |
| Чоловіки | 522     | 109                | 365              | 48                   |
| Жінки    | 531     | 120                | 327              | 84                   |
| Разом    | 1053    | 229                | 692              | 132                  |